# Caractérologie
La caractérologie est une branche de la psychologie qui a pour objet l'étude du caractère psychologique. Elle s'est notamment développée en France grâce aux efforts et travaux de René Le Senne et de Gaston Berger. 
La psychologie contemporaine préfère au concept de caractère celui de personnalité, même si les deux sont proches. La principale différence tient au fait que les différentes dimensions de la personnalité sont déduites d'une analyse statistique de la diversité humaine.

## Caractère et science
En dépit de l'idée spontanée que le caractère est quelque chose à la fois de trop individuel et de trop insaisissable, la caractérologie aspire à en faire un objet scientifique par l'application de certaines méthodes (règles, mesures, moyens objectifs). Elle fait le pari de prendre acte de la grande diversité des individus tout en cherchant à définir des constantes générales incontestables.
Si son premier constat est que, dans une même situation, les humains réagissent de différentes façons, la caractérologie s'attache au fait qu'un individu particulier agit ou réagit en toutes circonstances selon un mode qui, dans un premier temps, paraît lui être propre. S'appuyant alors sur cette relative stabilité des comportements individuels, révélatrice d'un caractère, elle cherche à en dégager les ressorts ; ressorts communs à tous les humains mais qui jouent différemment chez chacun d'eux.

## Le caractère selon la caractérologie de René Le Senne
Fondateur de la caractérologie française, René Le Senne définit résolument le caractère comme « l'ensemble des dispositions congénitales qui forme le squelette mental d'un homme ou femme
L'auteur insiste avant tout sur la stabilité qu'il faut reconnaître au caractère et préconise l'emploi des concepts de personnalité ou de moi pour les formes ou aspects que peut prendre le caractère au cours de l'existence, en partie par la maîtrise de l'individu par lui-même.
Si le caractère congénital est mentionné comme possible, il ne fait pas l'objet d'une démonstration. La notion de statistiques est bien connue depuis Condorcet, celle de corrélation ne l'est pas encore dans les sciences humaines à cette époque. Il est à noter que dans le cas des filiations, là où il y aurait corrélation, on saurait lequel des deux facteurs a influencé l'autre, par l'ordre chronologique.

### Principaux traits de caractère
Le caractère, selon Heymans, peut être analysé selon trois axes fondamentaux :
- l'émotivité ; est cette capacité qu'on a à être ébranlé psychologiquement et/ou physiologiquement par une influence intérieure ou extérieure.
- l'activité ; il s'agit là de l'activité pure, celle qui n'est pas une simple conséquence de l'émotion ; c'est, par exemple, celle avec laquelle on accomplit les tâches rébarbatives (notes de frais). Des gens émotifs et de grande activité peuvent être des « non-actifs ».
- le retentissement des représentations (primarité, secondarité). Un primaire se fâchera vite, mais passera l'éponge presque aussi vite ; un secondaire peut ne pas réagir sur le moment, mais se venger avec détermination des années plus tard. Il est lié à l'émotivité de la personne.

Ces axes ont été choisis en raison de leur importance dans la constitution du caractère. Nous parlerions aujourd'hui de composantes principales dans le cadre d'une analyse de la variance. Les combinaisons extrêmes, c'est-à-dire dans lesquelles les propriétés présentent soit leur minimum soit leur maximum, conduisent directement à une typologie[Quoi ?].
Voici les types résultant des combinaisons des propriétés constitutives :
- EnAP : le type émotif-inactif-primaire, nommé nerveux ;
- EnAS : le type émotif-inactif-secondaire, nommé sentimental ;
- EAP le type émotif-actif-primaire, nommé colérique ou actif exubérant ; c'est celui de Victor Hugo, et celui dont Le Senne dit : « Le colérique n'envie guère les autres caractères, les autres caractères l'envient souvent. »[3] ;
- EAS : le type émotif-actif-secondaire, nommé passionné ;
- nEAP : le type non émotif-actif-primaire, nommé sanguin ou réaliste ;
- nEAS : le type non émotif-actif-secondaire, nommé flegmatique ;
- nEnAP :le type non émotif-non actif-primaire, nommé amorphe ;
- nEnAS : le type non émotif-non actif-secondaire, nommé apathique.

On observe que, deux par deux, ces types présentent deux propriétés communes pour une seule les différenciant. Mais les proportions s'inversent dans les conséquences exprimées par le caractère ; en effet, les descriptions que René Le Senne fait de ces types semblent montrer que leurs différences sont vastes.
Deux autres types sont parfois introduits dans des travaux postérieurs à ceux de Le Senne :
- l'un qualifié de Mars/Vénus : le premier lié à une attitude de conquête au sens de l'agression, le second une attitude de conquête au sens de la séduction. Le philosophe Alain avait déjà exprimé cette différence d'attitude en les nommant logique militaire et logique du commerce ;
- l'autre concernant la largeur de champ de conscience, c'est-à-dire la précision sur les détails ou au contraire le besoin d'appréhender un domaine de façon plus vaste quitte à en avoir une vision moins exacte, mais plus générale : esprit de finesse et esprit de géométrie mentionnés par Pascal ne sont pas loin, ainsi que l'opposition entre le chercheur de pointe et le vulgarisateur.

Dans l'ouvrage "Vous et les autres: cours pratique de caractérologie", l'auteur reprend la typologie de Heymans et Le Senne en classant les caractères sur douze pôles. La division de cette typologie se fait verticalement par le type rythmique (mobile physique ou psychique, fixe physique ou psychique), horizontalement par le champ de conception (raisonneur, sociable, instinctif). Dans ce livre, des détails sur l'entente entre les caractères, leur vie sentimentale et professionnelle, leur éducation et leur santé sont donnés. Plusieurs tests sont aussi proposés.

## Méthodes et techniques de la caractérologie
La caractérologie utilise certains des instruments habituels de la psychologie quand elle s'occupe de vastes populations. Elle s'appuie sur la statistique, sur les questionnaires, etc. Elle supporte donc toutes les critiques que ces outils induisent nécessairement.
Comme pratique individualisée de connaissance de soi, elle utilise l'observation, le questionnaire, les tests, etc.

### La typologie: outil et résultat
Pour franchir le fossé entre la diversité humaine et la généralité exigée par la science, la caractérologie consiste pour une grande part à établir un objet intermédiaire : une typologie qui par un côté tire chaque individu vers un modèle humain général et par l'autre laisse ouvert l'accès aux individualités irréductibles à ce modèle[évasif].
Ce rôle important dévolu à la typologie tend souvent à la faire confondre avec la caractérologie même. Pourtant, pour tirer parti de ses résultats, il faut apprendre à s'affranchir de cet objet ambivalent comme de la définition stricte du caractère.
La caractérologie est une des nombreuses formes de bio-typologie humaine qui ait été systématisée : tempéraments hippocratiques du Dr Paul Carton, psycho-endocrinologie de Viola ou Pende, morphopsychologie, typologie de Sheldon, etc.